# Pravi mrežekrilci
Pravi mrežekrilci (mrežekrilci v ožjem pomenu besede; znanstveno ime Neuroptera, grško  - neuro - živec + pteron - krilo) so red žuželk z okoli 6000 opisanimi vrstami. Prepoznamo jih po dveh parih velikih, dobro ožiljenih membranastih kril, ki jih zlagajo strehasto. Njihovo ime se nanaša ravno na zelo opazno omrežje žil na krilih. Med mrežekrilce v klasičnem pomenu besede uvrščamo tudi velekrilce in kamelovratnice - to širšo skupino danes obravnavamo na nivoju nadreda Neuropteroidea, saj je med njimi dovolj razlik, da podpirajo ločevanje v redove.

## Telesne značilnosti
So žuželke z mehkim zunanjim skeletom, večinoma rjave ali zelene barve. Na prognatni glavi imajo dolge nitaste ali betičaste tipalnice, obustne okončine, izoblikovane v grizalo in velike sestavljene oči. Slednje so še posebej dobro razvite pri volkcih in metuljčnicah. Očesca so lahko prisotna ali odsotna. Oprsje je jasno členjeno - predprsje se proti glavi tanjša in tvori nekakšen vrat, ostala dva člena pa nosita dva med seboj zelo podobna para velikih membranastih kril. Le pri nekaterih vrstah je drugi par kril manjši ali celo manjka. Na zadku pri večini pravih mrežekrilcev ni posebnih struktur, le samci volkcev in metuljčnic imajo dobro viden klasper (pomožni spolni organ).
Ličinke so ovalnih oblik, najbolj znane po ogromnih čeljustih, kakršne imajo denimo ličinke volkcev. Vendar pa njihove obustne okončine klasificiramo kot bodalo/sesalo, saj povečani mandibuli skupaj s pripadajočima maksilama tvorita par kanalov, ki ju zapičijo v telo plena in skozi njiju izsesajo žrtvine sokove kot skozi par slamic. Na zadku imajo množico dlak, larve, ki živijo v vodi, pa tudi trahealne škrge. Značilnost ličink pravih mrežekrilcev je tudi to, da je njihovo zadnje črevo zaprto, torej ni neposredne povezave med želodcem in anusom. To povezujemo s tekočo prehrano in z nenavadnim načinom tvorbe svile pri njih (glej spodaj). Majhna količina zaužitih trdnih snovi se nabira v prebavilih in se izloči šele, ko žival odraste.

## Življenje
Samice izležejo jajčeca neposredno na podlago. Ličinke so brez izjeme plenilske, živijo na kopnem ali v sladkih vodah. Plen bodisi aktivno lovijo, bodisi čakajo v zasedi. Po svoji metodi lova so najbolj znane ličinke volkcev, ki izkopljejo jamico v pesek in na dnu čakajo na druge žuželke, ki padejo vanjo. Pravi mrežekrilci so prvi pravi predstavniki žuželk s popolno preobrazbo (holometabola). Po navadi imajo tri stadije ličinke (larve), čemur sledi predbuba, ki je bolj ali manj pomanjšana in neaktivna ličinka z razvitimi nastavki za krila. Krila se razvijajo znotraj telesa, kot pri ostalih redovih v skupini Endopterygota. Veliko vrst prezimi v stadiju predbube, pri poletnih generacijah pa je ta stadij zelo kratek. Tudi osebki tistih vrst, katerih ličinke živijo v vodi, se zabubijo na kopnem. Bube se zavijejo v svilen kokon; svile za razliko od drugih žuželk ne tvorijo žleze slinavke, temveč spremenjeni izločalni tubuli, Malpighijeve cevke, ki se odpirajo v zadnji del prebavil. Svila se tako izloča pri anusu.
Odrasle živali se ločijo od ličink po obustnih okončinah, ki so izoblikovane v grizalo. Kljub dobro razvitemu grizalu se odrasli osebki nekaterih vrst skoraj ne prehranjujejo, so pa vse vrste plenilske. Večinoma so slabi letalci, z izjemo metuljčnic, ki v letu lovijo manjše leteče žuželke. Največkrat jih lahko opazimo spomladi ali zgodaj poleti. Pri nekaterih pravih mrežekrilcih se izmenjajo dve ali tri generacije na leto, večina pa ima samo eno na leto.

## Ekologija
Živijo po vsem svetu v toplih in zmerno toplih predelih. Skoraj vsi pravi mrežekrilci so plenilci. Prehranjujejo se večinoma z drugimi členonožci, izjema so le ličinke iz družine Sisyridae, ki se prehranjujejo s sladkovodnimi spužvami. Pomen za človeka ni bistven, so pa koristni v vrtovih, kjer omejujejo populacije listnih uši in drugih škodljivcev.

## Sistematika
Pravi mrežekrilci, velekrilci in kamelovratnice kažejo jasno medsebojno sorodnost. Skupina teh treh, ki jo nekateri avtorji še vedno obravnavajo na nivoju reda, večinoma pa jih združujejo v nadred Neuropterida - mrežekrilce v širšem pomenu besede, je izvorna med žuželkami s popolno preobrazbo (holometabola oz. endopterygota, slednje se nanaša na notranji razvoj kril). Monofilijo podpirajo morfološki znaki, ni pa jasno, kateri od treh redov je izvorni. Njihova sestrska skupina so hrošči.
Neuroptera je največji red iz nadreda Neuropteroidea. 6000 opisanih vrst združujemo v okoli 18 družin, te pa v 6 naddružin: Coniopterygoidea, Ithonioidea, Hemerobioidea, Osmyloidea, Mantispoidea in Myrmeleontoidea.

### Pravi mrežekrilci v Sloveniji
V Sloveniji živi 95 vrst pravih mrežekrilcev. Najpogostejša je kozmopolitska navadna tenčičarica (Chrysoperla carnea s.l.), ki večkrat zaide tudi v stanovanja. Med pogostejšimi so še pritlikavi voščeni mrežekrilec (Coniopteryx pygmaea) iz družine voščenih mrežekrilcev (Coniopterygidae) in navadni volkec (Myrmeleon formicarius) iz družine volkcev (Myrmeleontidae). Na Slovenskem pa živi tudi navadna metuljčnica (Libelloides macaronius), ena od najmarkantnejših vrst pravih mrežekrilcev, najdemo jo zlasti na suhih travnikih slovenskega Krasa.